# 光叶荛花
光叶荛花（学名：Wikstroemia glabra）为瑞香科荛花属下的一个种。

## 扩展阅读
- 維基物種上的相關：光叶荛花